# Luftfahrzeug

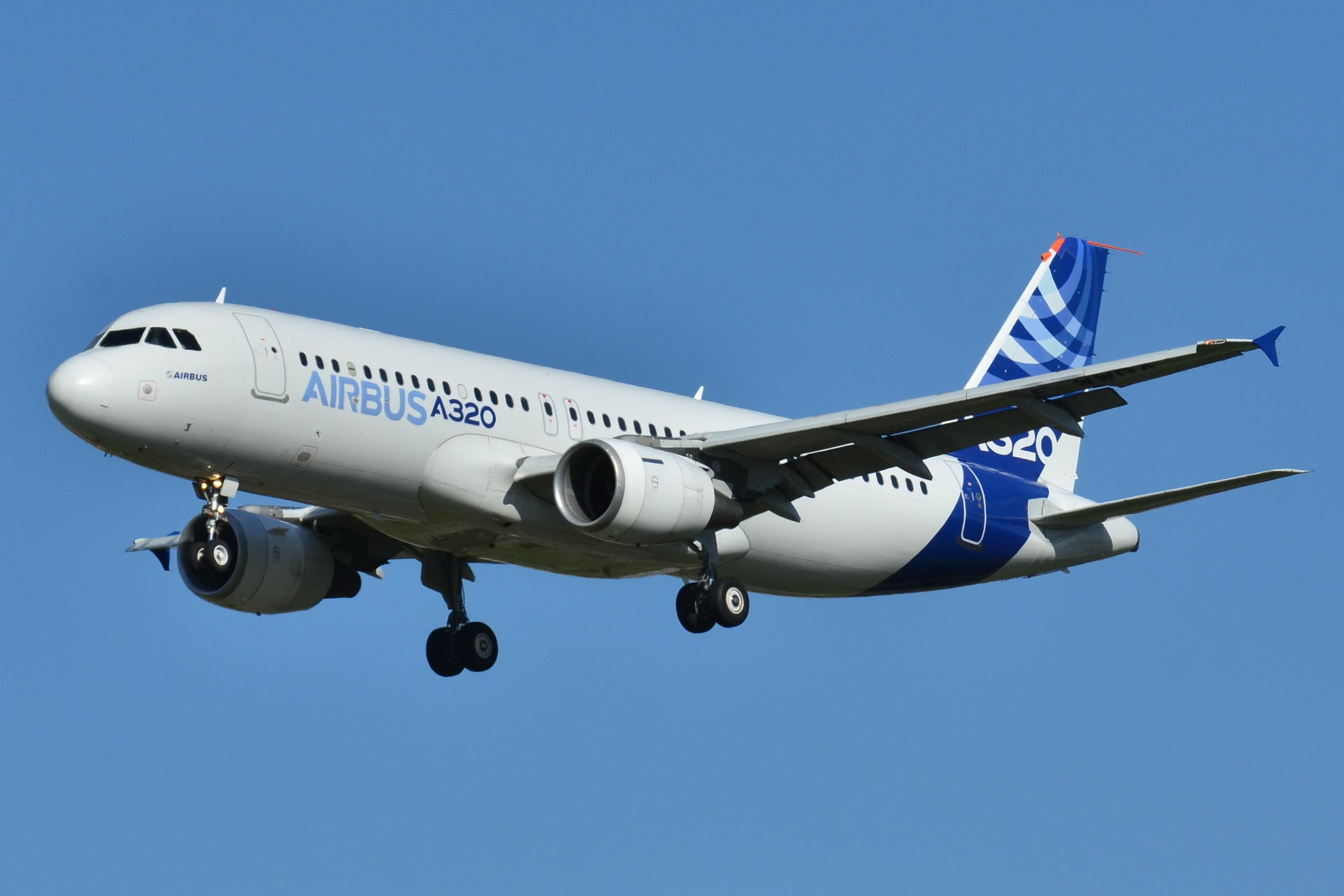
Das Verkehrsflugzeug Airbus A320 der Airbus S.A.S ist eines der meistgebauten europäischen Luftfahrzeuge

Luftfahrzeug oder Fluggerät ist der Oberbegriff für ein Fahrzeug, das hauptsächlich und beabsichtigt im Luftraum unterwegs ist. Pendants sind die Landfahrzeuge und die Wasserfahrzeuge.

## Allgemeines
Mit Luftraum ist der innerhalb der Erdatmosphäre liegende Teil gemeint, in welchem sich Luftfahrzeuge fortbewegen, entweder durch Fliegen oder durch Fahren. Die Erdatmosphäre hat keine scharfe obere Grenze zum Weltraum. Flüge unterhalb einer Flughöhe von etwa 100 km (Kármán-Linie) gelten im Allgemeinen als Luftfahrt, oberhalb als Raumfahrt. In § 1 Abs. 2 LuftVG (Deutschland) wird bei Luftfahrzeugen und Luftfahrzeugklassen vom Luftraum gesprochen.
Luftfahrzeuge nehmen am Luftverkehr teil. Hauptverwendungszweck ist die Fortbewegung von Personen (Personentransport) oder Frachtgütern (Gütertransport) im Luftraum. Im Weltall sind Raumfahrzeuge unterwegs. Nach dem Verwendungszweck wird zwischen militärischen (militärische Luftfahrt) und zivilen Luftfahrzeugen (zivile Luftfahrt) unterschieden. Innerhalb der zivilen Luftfahrt wiederum gibt es den gewerblichen Luftverkehr und den Sportflugverkehr.

## Arten
Zur Verkehrsinfrastruktur des zivilen gewerblichen Luftverkehrs gehören:
| Transportmittel                                                                     | Verkehrsweg         | Verkehrsinfrastruktur                                         | Entfernungen                                                          |
| ----------------------------------------------------------------------------------- | ------------------- | ------------------------------------------------------------- | --------------------------------------------------------------------- |
| Ballone, Flugzeuge (Passagierflugzeuge, Frachtflugzeuge); Hubschrauber, Luftschiffe | Luftstraßen, Tracks | Flugplätze, Fluggesellschaften, Flugsicherung, Luftfahrtrecht | Kurzstreckenflugzeuge, Mittelstreckenflugzeuge, Langstreckenflugzeuge |

Als Transportmittel dienen beim gewerblichen Personenflugverkehr die Passagierflugzeuge, beim Luftfrachtverkehr die Frachtflugzeuge sowie die Beiladung in Passagierflugzeugen.
| Verkehrsart | Transport- oder Verkehrsmittel         | Verkehrsträger     |
| ----------- | -------------------------------------- | ------------------ |
| Luftverkehr | * Passagierflugzeuge * Frachtflugzeuge | Fluggesellschaften |

Es gibt im zivilen Luftverkehr den gewerblichen und den nicht gewerblichen Luftverkehr. Zum gewerblichen gehören der Linienverkehr und der Nicht-Linienverkehr. Letzterer umfasst den Charterverkehr, der sich wiederum aus dem Pauschalflugreiseverkehr und dem Tramp- und Anforderungsverkehr sowie dem Taxiverkehr, Rundflug, Bildflug oder Reklameflug zusammensetzt.

## Systematik
Luftfahrzeuge leichter als Luft schweben in der Luft (statischer Auftrieb) und Luftfahrzeuge schwerer als Luft fliegen, indem sie dynamischen Auftrieb erzeugen. Man kann auch zwischen Luftfahrzeugen mit eigenem und ohne eigenen Antrieb unterscheiden:
- Luftfahrzeuge
  - Luftfahrzeuge leichter als Luft (genauer: spezifisch leichter als Luft, siehe Wichte)
    - ohne Kraftantrieb: Freiballone, Fesselballone, Heißluftballone
    - mit Kraftantrieb: Luftschiffe

  - Luftfahrzeuge schwerer als Luft
    - ohne Kraftantrieb: Segelflugzeuge, Hängegleiter, Gleitschirme
    - mit Kraftantrieb: Flugzeuge, Drehflügler

Daneben gibt es Luftfahrzeuge, die nicht in diese Kategorien passen, weil sie weder statischen noch dynamischen Auftrieb nutzen (siehe in Abschnitt #Schwerer als Luft).
Laut Luftverkehrsgesetz sind unbemannte Fluggeräte, Rettungsfallschirme und Luftsportgeräte Luftfahrzeuge, ebenso Raumfahrzeuge, Raketen und ähnliche Flugkörper, solange sie sich im Luftraum befinden. Geräte, die 30 Meter über Grund oder Wasser nicht überschreiten können (z. B. Luftkissenfahrzeuge), gelten nicht als Luftfahrzeuge (§ 1 Abs. 2 Nr. 11 LuftVG).
Nicht alle Luftfahrzeuge bedürfen der Zulassung. Welche zulassungsbedürftig sind, bestimmt die Luftverkehrs-Zulassungs-Ordnung (LuftVZO) in § 1 und § 6.
Definitionen einzelner Untergruppen von Luftfahrzeugen sind international ähnlich, aber nicht identisch. Nationale Klassifikationen unterscheiden sich beispielsweise aufgrund von Bauvorschriften oder Gewichtsgrenzen.

## Unbemannte Luftfahrzeuge
Anders als in anderen Fahrzeugklassen haben sich bei Luftfahrzeugen unbemannte Luftfahrzeuge, auch Drohnen genannt, bereits relativ stark verbreitet. Sie werden sowohl im zivilen als auch militärischen Luftverkehr eingesetzt. Sehr kleine Drohnen sind zudem im Freizeitbereich verbreitet, der Übergang zum Modellflugzeug ist hier fließend.

## Geschichte der Luftfahrzeuge
Die Möglichkeit der Luftfahrt „leichter als Luft“ war schon lange als Schweben bekannt, z. B. steigt Asche in heißer Luft auf. Auf diese Erfahrungen aufbauend, bauten die Gebrüder Montgolfier 1783 den ersten Heißluftballon. Die Luftfahrt „schwerer als Luft“ entwickelte sich erst danach. Ihr Anfang im 19. Jahrhundert waren die Gleitflüge. Albrecht Berblinger scheiterte trotz wohl flugfähigem Gleiter noch 1811 beim Versuch, die Donau zu überfliegen, aufgrund widriger Umstände, wohingegen die Zahl der von Otto Lilienthal ab 1891 absolvierten Gleitfüge auf mindestens 2000 geschätzt wird.

## Leichter als Luft

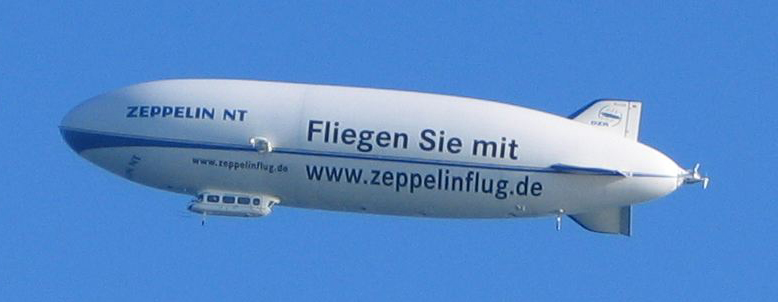
Zeppelin NT

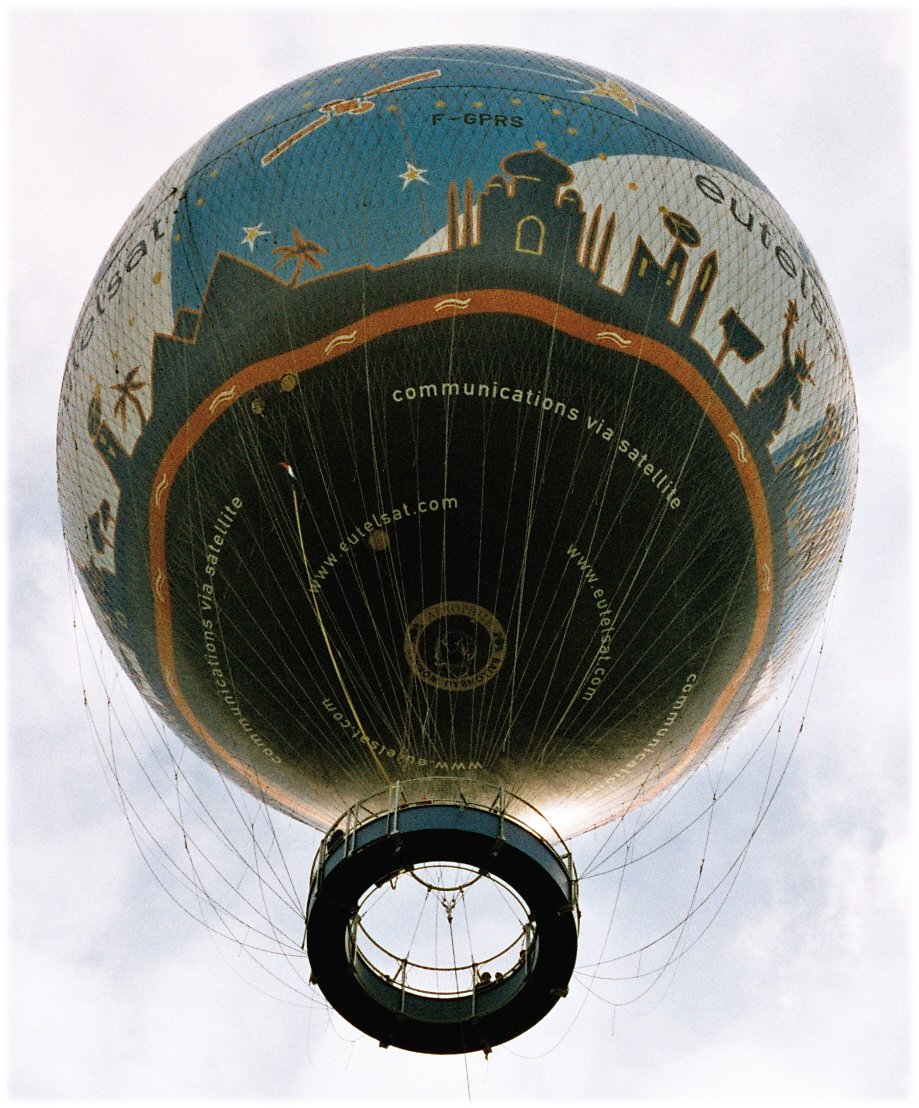
Gasballon

Luftfahrzeuge mit einer geringeren Dichte als Luft schweben in der Luft nach einem ähnlichen Prinzip wie Schiffe im Wasser schwimmen. Der Grund ist ein statischer Auftrieb durch Verdrängung, was durch das Archimedische Prinzip erklärt wird. – „Leichter als Luft“ steht kurz für „leichter als die vom Fahrzeug verdrängte Luft“. Man spricht hier von „Fahren“ im Unterschied zum „Fliegen“ der „Schwerer-als-Luft“-Luftfahrzeuge. Die Luft wird durch ein weniger dichtes (spezifisch leichteres) Traggas wie Helium, Wasserstoff oder Heißluft verdrängt. Der Auftrieb entsteht aus der Differenz zwischen dem Gewicht des Fahrzeugs und demjenigen der durch das Fahrzeug verdrängten Luft.
Gasballons und Heißluftballons haben keinen Antrieb, sie bewegen sich passiv durch den Wind. Luftschiffe sind aerodynamisch geformt, haben Motoren und Propeller und sind dadurch steuerbar. Heutige Prallluftschiffe (auch Blimps genannt) sind meist geringfügig schwerer als Luft und benötigen einen kleinen Teil ihrer Propellerleistung für die verbleibende Auftriebskomponente.
Leichter-als-Luft-Fahrzeuge haben ähnlich wie Schiffe das Potenzial, extrem große Lasten mit vergleichsweise geringem Energieaufwand zu transportieren. Anders als bei Schiffen, deren Tiefgang im Wasser abhängig von der Zuladung um lediglich wenige Meter variiert, treiben Leichter-als-Luft-Fahrzeuge bei Entladung kilometerweit in die Atmosphäre ab – das Problem des Auftriebsausgleichs konnte bei großen Nutzlasten bis heute nicht praxistauglich gelöst werden. Sie fungieren gegenwärtig als meist Unbemanntes Luftfahrzeug zur Informationsgewinnung (Wetterballons, Forschungszwecke, militärische Aufklärung) oder als Kuriosum für Freizeit- oder Werbezwecke.

## Schwerer als Luft

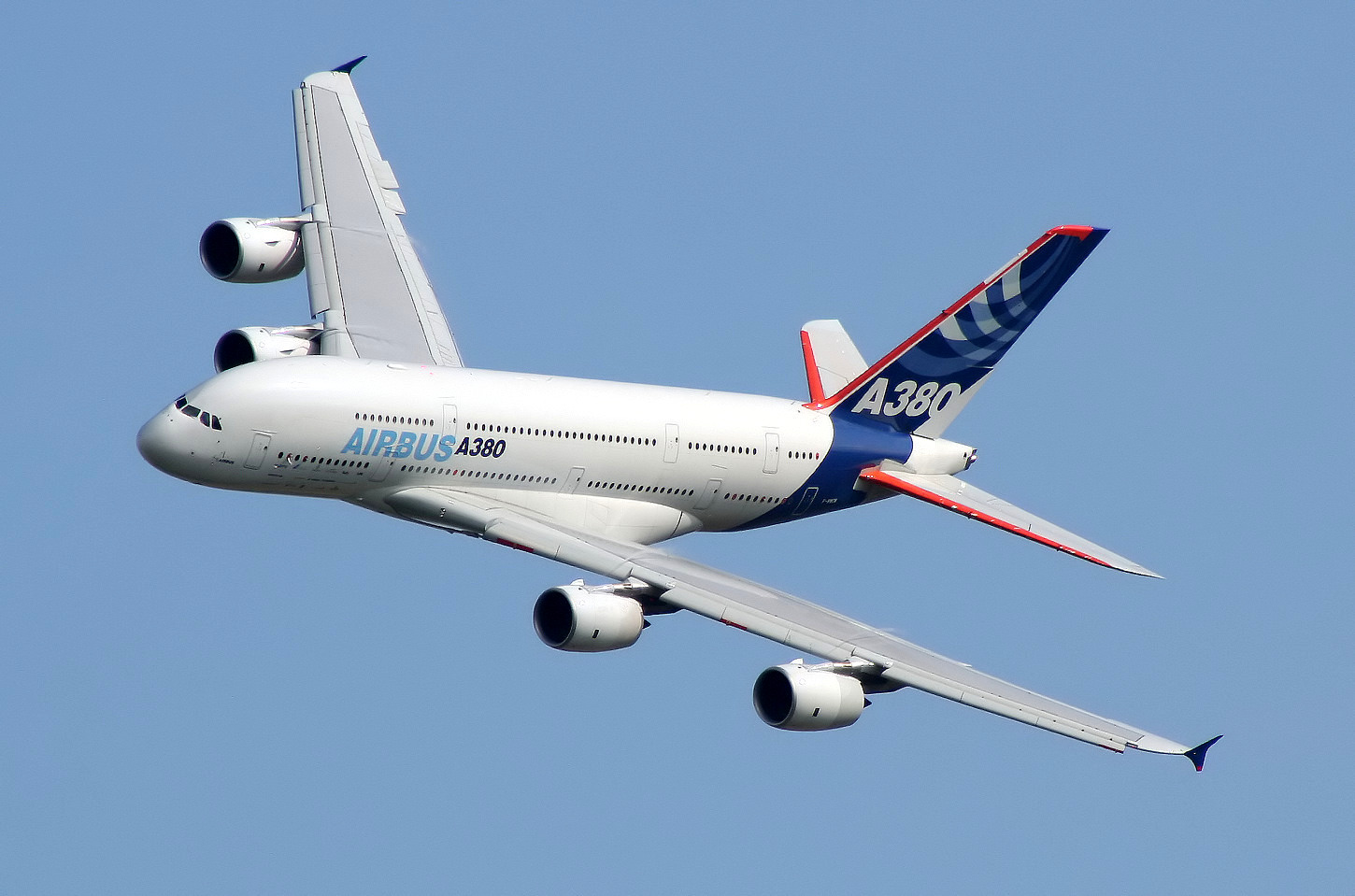
Airbus A380

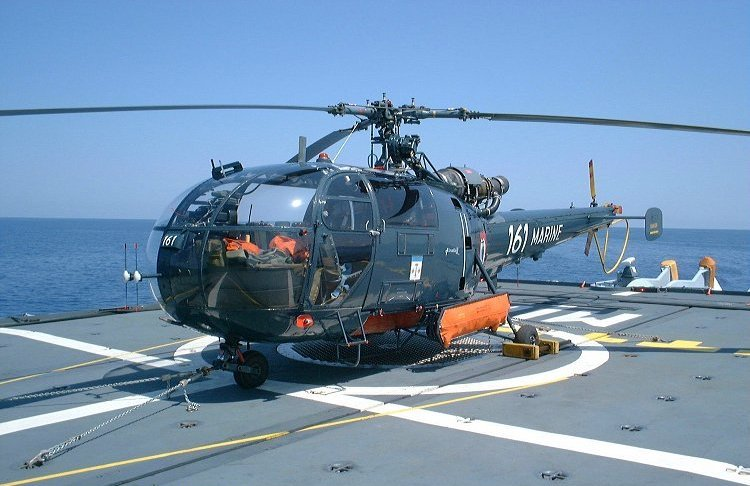
Hubschrauber Alouette III

Luftfahrzeuge mit einer höheren Dichte als Luft können nicht durch statischen Auftrieb fliegen. Ihr statischer Auftrieb ist meist vernachlässigbar gering.
Mit dynamischem Auftrieb
Stattdessen wird in der Regel beim Fliegen durch Bewegung eines Tragflügelprofils in der Luft eine Auftriebskraft erzeugt: Die Luftströmungen bewirken einen dynamischen Auftrieb. Es gibt verschiedene Bauarten; am wichtigsten sind Flugzeuge mit starren Tragflächen und Hubschrauber, die mindestens einen Rotor (Drehflügel) haben. Bei Hubschraubern liefert der angetriebene Rotor sowohl den Auftrieb als auch die Vortriebskraft; Flugzeuge dagegen müssen eine Mindestgeschwindigkeit relativ zur Luft haben, um Auftrieb zu erzeugen. Es gibt auch Mischformen (zum Beispiel Senkrechtstarter als Kippflügelflugzeug oder Kipprotorflugzeug), Segelflugzeuge, Gleitschirme und Muskelkraft-Flugzeuge.
Tragschrauber haben ebenfalls einen Rotor; dieser wird passiv durch den Fahrtwind in Rotation versetzt. Sie brauchen ein Triebwerk für den Vortrieb.
Es gibt Hubschrauber mit mehr als einem Rotor (siehe Transversale Rotoren und Tandemhubschrauber).
Multicopter haben im Modellbau, in der Robotik und als Kampfdrohne Bedeutung.
Flugobjekte ohne statischen und ohne dynamischen Auftrieb
Schwerer als Luft, aber nicht mit dynamischem Auftrieb fliegend, sind zum Beispiel Raketen und Geschosse. Raketen, Raketenrucksäcke und Raketenflugzeuge werden durch Rückstoß angetrieben. Raketenflugzeuge fliegen im Allgemeinen mit dynamischem Auftrieb. Andere Körper fallen ohne Auftrieb durch den Luftraum, zum Beispiel Wiedereintritts-Raumfahrzeuge und Fallschirmspringer (mit Rundkappenfallschirm oder Wingsuit).

## Luftfahrzeugbestand

### Deutschland
Mit Stand 31. Dezember 2019 gab es in Deutschland insgesamt 21.112 beim Luftfahrt-Bundesamt zugelassene zivile Luftfahrzeuge, dazu 4.210 aerodynamisch gesteuerte Ultraleichtflugzeuge, 603 Tragschrauber und sechs Ultraleicht-Hubschrauber, die bei den Luftsportbüros der Luftsportverbänden, dem Deutschen Aero Club und dem Deutschen Ultraleichtflugverband eingetragen sind.
Deutsche Luftfahrzeuge besitzen ein Kennzeichen in der Form D-XXXX. Dabei steht XXXX für vier Ziffern bei Segelflugzeugen und für vier Buchstaben bei allen anderen Luftfahrzeugen. Der auf das 'D-' folgende Buchstabe kategorisiert die Art und bei manchen Arten das Gewicht des Luftfahrzeugs, wie in der folgenden Tabelle aufgelistet.
| Kennzeichenklasse | Beschreibung                     | 2017  | 2018  | 2019  |
| ----------------- | -------------------------------- | ----- | ----- | ----- |
| A                 | Flugzeuge > 20 t                 | 753   | 740   | 749   |
| B                 | Flugzeuge 14 – 20 t              | 37    | 39    | 42    |
| C                 | Flugzeuge 5,7 – 14 t             | 219   | 216   | 223   |
| E                 | einmotorige Flugzeuge < 2 t      | 6.527 | 6.541 | 6.560 |
| F                 | einmotorige Flugzeuge 2 – 5,7 t  | 174   | 191   | 202   |
| G                 | mehrmotorige Flugzeuge < 2 t     | 219   | 215   | 218   |
| I                 | mehrmotorige Flugzeuge 2 – 5,7 t | 391   | 388   | 388   |
| H                 | Drehflügler                      | 729   | 728   | 729   |
| K                 | Motorsegler                      | 3.528 | 3.619 | 3.683 |
| L                 | Luftschiffe                      | 3     | 3     | 3     |
| M                 | Ultraleichtflugzeuge             | 4.133 | 4.171 | 4.210 |
| M                 | Ultraleicht-Tragschrauber        | 594   | 608   | 603   |
| M                 | Ultraleicht-Hubschrauber         | -     | -     | 6     |
| O                 | Ballone                          | 1.102 | 1.080 | 1.078 |
| (vier Ziffern)    | Segelflugzeuge                   | 7.383 | 7.304 | 7.237 |

### Österreich
Nach Angaben von Austro Control sind in Österreich mit Stand vom 31. Dezember 2019 folgende Anzahl an Luftfahrzeugen registriert:
| Kennzeichenklasse | Beschreibung                                 | 2019 |
| ----------------- | -------------------------------------------- | ---- |
| A, C              | einmotorige Flugzeuge bis 2 t, 1 bis 3 Sitze | 390  |
| D, K              | einmotorige Flugzeuge bis 2 t, mehr 3 Sitze  | 261  |
| E                 | einmotorige Flugzeuge 2 t bis 5,7 t          | 18   |
| F                 | mehrmotorige Flugzeuge bis 5,7 t             | 137  |
| G                 | Flugzeuge ab 5,7 t bis 14 t                  | 61   |
| H                 | Flugzeuge ab 14 t bis 20 t                   | 28   |
| I, L              | Flugzeuge über 20 t                          | 385  |
| W                 | Wasser- und Amphibienfahrzeuge               | 1    |
| X                 | Drehflügler                                  | 219  |
| Y                 | unbemannte Luftfahrzeuge                     | 3    |
| B                 | Luftfahrzeuge des Bundes                     | 20   |
| 9001 – 9999       | Motorsegler                                  | 167  |

### Schweiz
Nach Angaben des Bundesamtes für Zivilluftfahrt (BAZL) gab es am 25. September 2019 insgesamt 3284 in der Schweiz zugelassene zivile Luftfahrzeuge:
| Kennzeichenklasse         | Beschreibung                     | 2016  | 2017  | 2018  |
| ------------------------- | -------------------------------- | ----- | ----- | ----- |
| A, I, J, V                | Flugzeuge über 5,7 t             | 279   | 254   | 262   |
| D, F, G, H, K, L, R, S, Y | Flugzeuge zwischen 2,3 und 5,7 t | 162   | 174   | 162   |
| C - H, K - P, R - U, Y    | Flugzeuge unter 2,3 t            | 1.382 | 1.358 | 1.349 |
| X, Z                      | Helikopter                       | 337   | 335   | 335   |
| 2000–2999                 | Motorsegler                      | 249   | 245   | 245   |
| vierstellige Nummer       | Segelflugzeuge                   | 658   | 625   | 599   |
| B, Q                      | Freiballone                      | 339   | 329   | 323   |
| Q                         | Luftschiffe                      | 8     | 9     | 9     |

## Wirtschaftliche Aspekte
Gemessen an der Verkehrsleistung des Güterverkehrs im Jahre 2020 erreichte die gesamte Frachtschifffahrt in Deutschland 473,7 Mio. t (davon 275,7 Mio. t Seefrachtverkehr) und liegt damit noch vor dem Schienengüterverkehr (320,1 Mio. t). Unangefochten an der Spitze liegt der gesamte Verkehr mit Landfahrzeugen mit 3,2 Mrd. t. Der Luftverkehr steht an letzter Stelle mit 4,59 Mio. t.